# 竹本竜太郎
竹本 竜太郎（たけもと りゅうたろう、1988年5月19日 - ）は、日本の元ラグビー選手。

## プロフィール
- 長崎県長崎市出身。
- ポジションはフルバック(FB)。
- 身長 172cm、体重 82kg
- ニックネームはTaro。
- ユース日本代表に選ばれたことがある[1]。
- 兄の隼太郎もラグビー選手[2]。

## 来歴
3歳からラグビーを始めた。
2007年、長崎北高校卒業後、慶應義塾大学に入学する。なお長崎北高校時代には第30回高校東西対抗試合に西軍として出場した。
2010年、慶應義塾體育會蹴球部の主将に就任した。
2011年、慶應義塾大学卒業後、サントリーサンゴリアスに加入。
2012年1月9日に行われたジャパンラグビートップリーグ第9節のNECグリーンロケッツ戦に先発出場で公式戦初出場を果たす。
2020年、現役を引退した。